# Antoni Comas Ruano
Antoni Comas Ruano (Barcelona, 1961 ) es un tenor, músico y actor español.  Es especialmente conocido como intérprete de ópera contemporánea.

## Trayectoria
Empezó a estudiar música a los cuatro años y desde los seis años toca el piano, una de sus grandes pasiones. Estudió con la profesora y mezzosoprano Montserrat Aparici y desde el principio se interesó por el repertorio contemporáneo, ámbito en el cual se ha convertido en un intérprete de referencia caracterizado por su gran capacidad de adaptación vocal y escénica. Debutó a los 21 años en el Gran Teatro del Liceo en la temporada 1983/84 con la ópera Hérodiade, de Jules Massenet con Montserrat Caballé, José Carreras y desde entonces ha cantado en el Liceo en diversas ocasiones.  En los años 90 trabajó en Capriccio (1990/91) y Turandot (1999/2000), en la producción de Núria Espert con motivo de la reapertura del Liceo en 1999. 
Tras formarse en el Liceo se consagró en Italia y regresó a España donde conoció a Carles Santos Ventura, quien le guio para decantarse hacia la ópera contemporánea.  Con Santos en 1992 inició, con la ópera Asdrúbila, una estrecha relación, que lo llevó a estrenar la mayoría de proyectos líricos y escénicos del músico valenciano, entre los cuales están La pantera imperial (1997), Ricardo y Elena (2000) y Mi hija soy yo (2005).  
En 2011 participó en la obra Amadeu de Albert Boadella en los Teatros del Canal tomando especial protagonismo su faceta de y Yo, Dalí (2011/12), que también ha representado en el Teatro de la Zarzuela de Madrid.  
Más recientemente ha cantado Una voce in off (2015/16), bajo la dirección escénica de Paco Azorín. Con el director Mario Gas, participó en la producción para el Teatro Español de Madrid de la obra Aufstieg und Fall der Stadt Mahagonny de Kurt Weill, interpretando el papel de Jim Mahoney. 
En 2013 y 2014 estrenó las dos óperas de Albert García Demestres, WOW! en el Festival Internacional Castillo de Peralada, y L'eclipse en el Teatro Nacional de Cataluña. Bajo dirección de Xavier Albertí, en el mismo Liceo, el 2017 actuó en el estreno de la ópera de cámara Aprés moi, le déluge de Miquel Ortega. El 2018 intervino en El pintor de Juan José Palomar en los Teatros del Canal de Madrid. 
Ha estrenado también obras de los maestros Josep Maria Maestros Quadreny, Luis de Pablo Costales, Jesús Rueda Azcuaga, José Manuel López López, Enric Palomar y del cubano José M. Vitier. De este último ha grabado y presentado, al Teatro Karl Marx de La Habana, la obra El caballero y su destino (2008), inspirada en la figura de Che Guevara.
También ha colaborado con la coreógrafa y bailarina Sol Picó en el espectáculo estrenado en 2017 Dancing With Frogs que explora los diferentes modelos de masculinidad en el siglo XXI y en el que Comas además de cantar y bailar es el creador de una de las piezas que se interpretan, "Haka".
Más tarde protagoniza con la soprano María Rey Joly "The Opera Locos" un trabajo que ganó el Premio Max al mejor espectáculo musical en 2019 y que tiene por objetivo acercar la ópera al gran público.
En 2021 vuelve a trabajar con Boadella protagonizando también junto a María Rey Joly Diva, un viaje a los sentimientos de la icónica artista durante la etapa más dura de su trayectoria en el que Comas hace el papel de Onassis.

## Interpretaciones
- Hérodiade (1983/84)
- Capriccio (1990/91)
- La pantera imperial (1997)
- Ricardo y Elena (2000)
- Turandot (1999/2000)
- El adios de Lucrecia Borgia (2001)
- Sama Samaruck suck suck (2002)
- El compositor, la cantant, el cuiner i la pecadora (2003)
- Mi hija soy yo (2005)
- Brossalobrossotdebrossat (2008)
- El caballero y su destino (2008)
- Chicha Montenegro Gallery (2010)
- Amadeu (Albert Boadella) (2011)
- El pimiento verdi (Albert Boadella) (2013)
- Wow (2013)
- L’eclipsi(2014)
- Una voce in off (2015/16)
- Dancing With Frogs (Sol Picó) (2017)
- Aprés moi, le déluge (Miquel Ortega) (2017)
- El pintor (2018)
- Aufstieg und Fall der Stadt Mahagonny

- The Opera Locos (2020)[10]
- Diva (2021)